# 牡宜遗址
牡宜遗址位于中国云南省文山壮族苗族自治州广南县黑支果乡牡宜村、阿章村，是青铜时代至魏晋时期的句町文化遗址，表现出西南地方文化与中原汉文化结合的特点。2007年9月因山体滑坡而发现，随后云南省文物考古研究所会同文山州文物管理所、广南县民族博物馆等进行抢救性清理。2008年8月至9月进行详细勘探。2011年3至5月正式发掘，清理墓葬7座。2016年6月至12月，再次进行考古发掘，发掘面积1000平方米。牡宜遗址总面积约24万平方米，包括6个墓葬区、4个居住区和1个冶炼区，居住区发现房屋建筑、火塘、灰坑遗迹，墓葬规格、级别较高，出土了铜鼓、龙虎纹金腰扣等重要陪葬品。牡宜遗址可能是亡波封为句町王后的政治中心，也是汉设句町县治所在地。
2012年1月7日公布为第七批云南省文物保护单位。2019年10月7日公布为第八批全国重点文物保护单位。

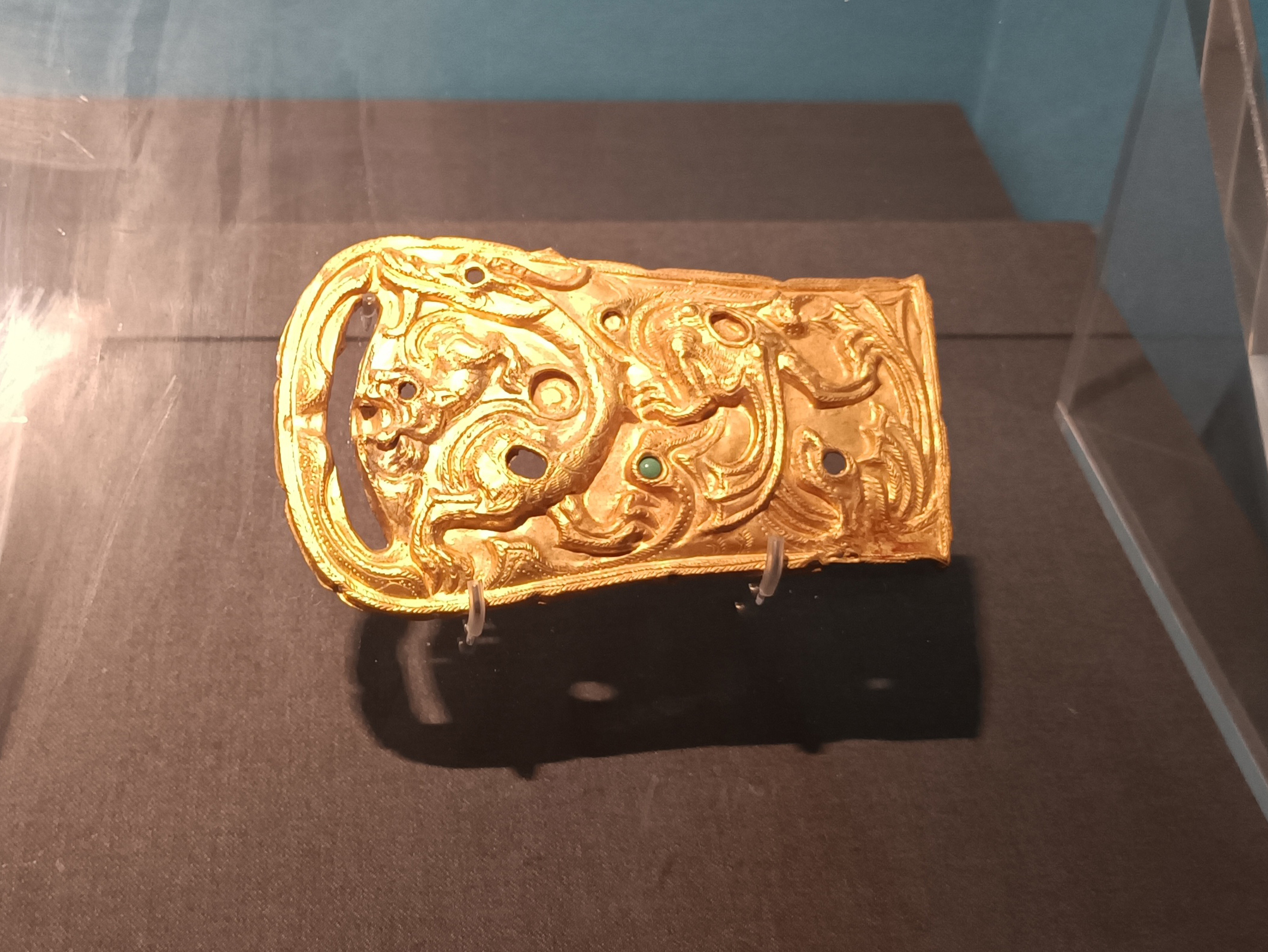
嵌宝石龙虎纹金腰扣，2011年出士，广南县民族博物馆藏
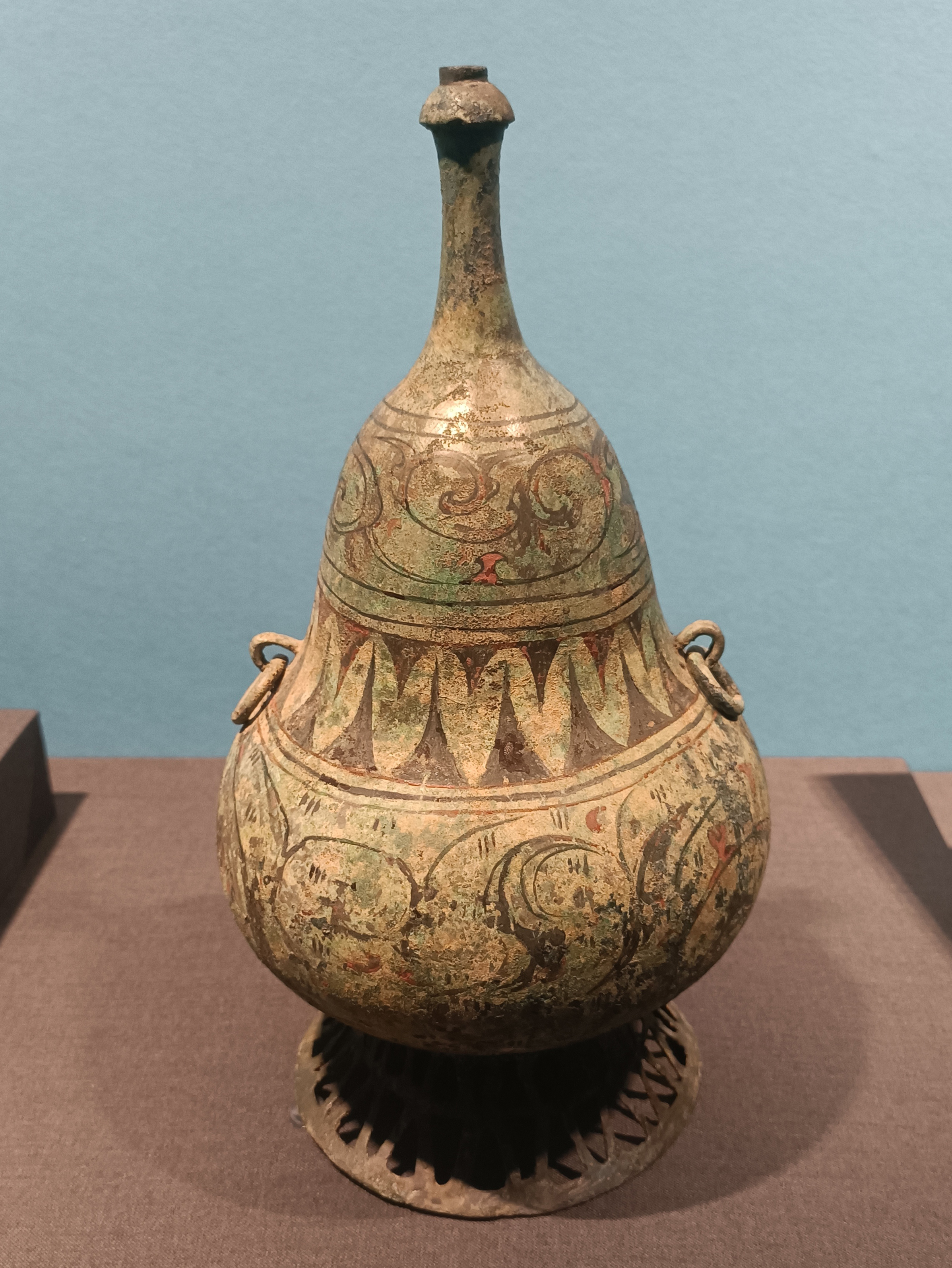
葫芦形彩绘双耳铜壶，2011年出士，广南县民族博物馆藏
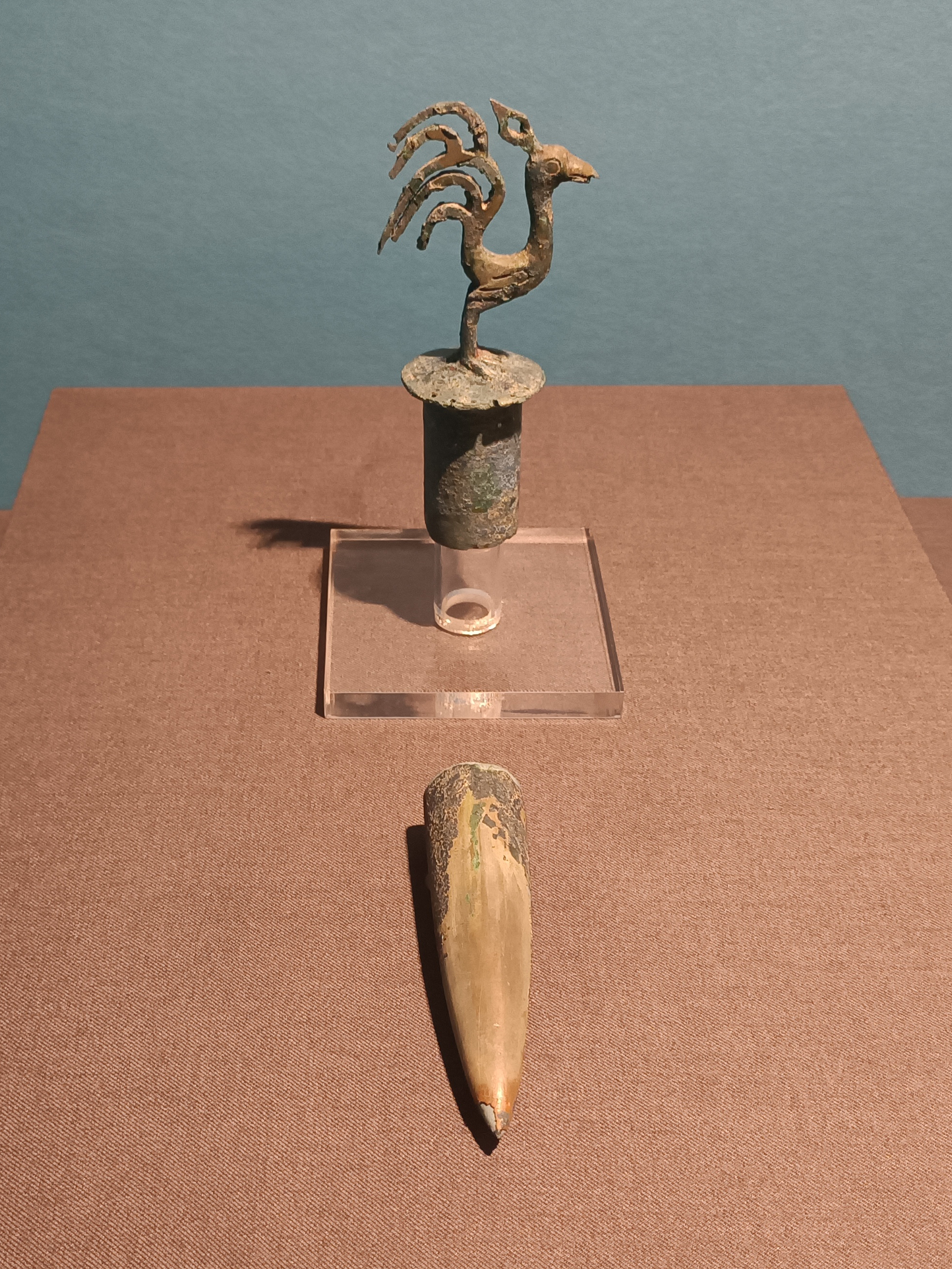
鸠形铜杖首套件，2011年出士，文山壮族苗族自治州博物馆藏
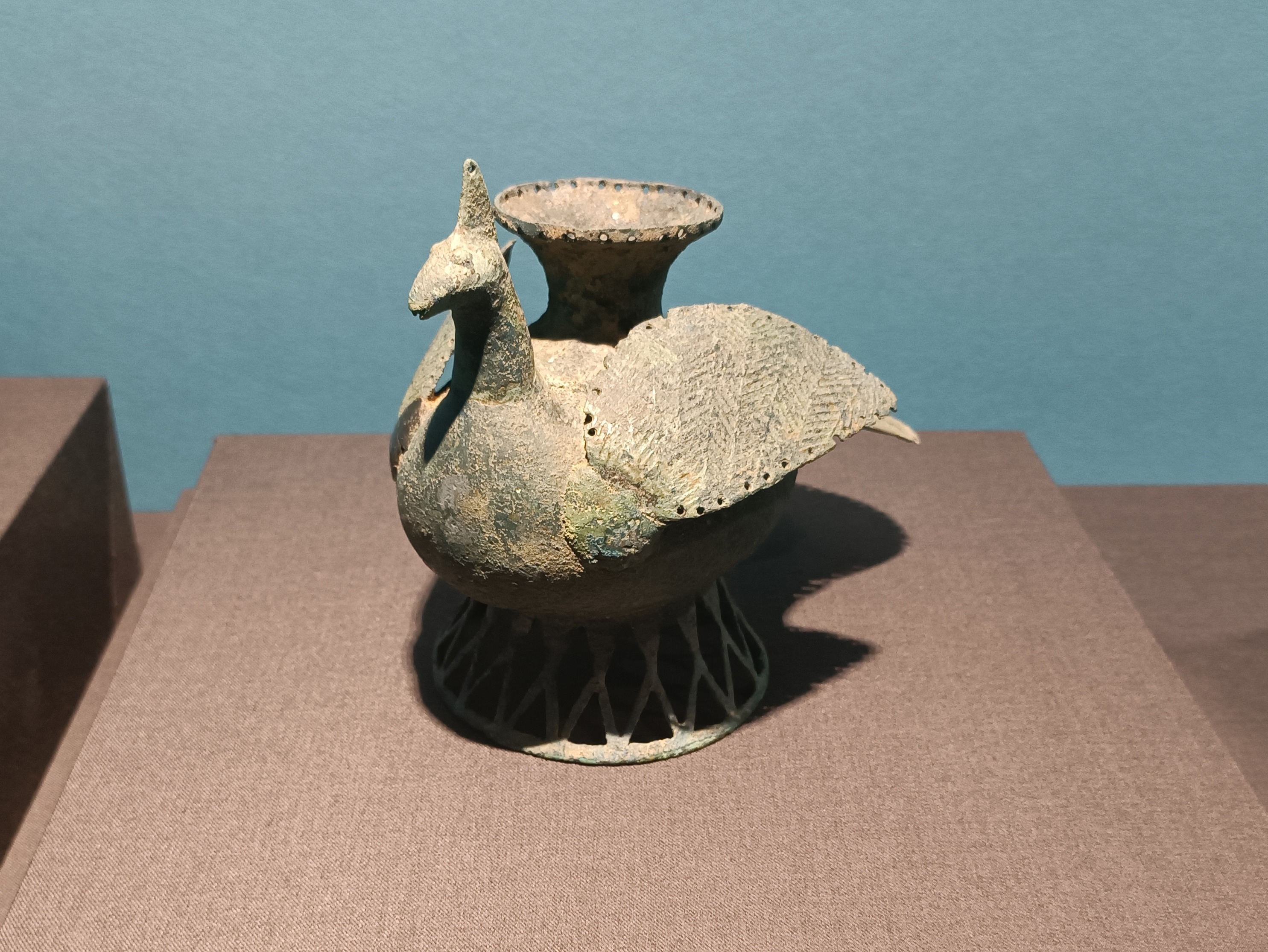
孔雀形铜壶，2011年出士，文山壮族苗族自治州博物馆藏